# Grant kapitány gyermekei
A Grant kapitány gyermekei (Les enfants du capitaine Grant) Jules Verne francia író 1868-ban megjelent kalandregénye. Ez a regény Jules Verne egyik legismertebb műve.
A regény folytatásokban 1865. december 20. és 1867. december 5. között jelent meg a Magasin d'éducation et de récréation 4–8. évfolyam 37–91. számaiban, Les Enfants du capitaine Grant címmel. A három részből álló regényt Pierre-Jules Hetzel adta ki, az első részt 1867. május 6-án Les Enfants du captaine Grant. Voyage autour du Monde. L'Amérique du Sud. (Grant kapitány gyermekei. Utazás a világ körül. Dél–Amerika.), a másodikat 1867. július 15-én Les Enfants du captaine Grant. Voyage autour du Monde. L'Australie (Grant kapitány gyermekei. Utazás a világ körül. Ausztrália.) és a harmadikat 1868. január 25-én Les Enfants du captaine Grant. Voyage autour du Monde. L'océan pacifique (Grant kapitány gyermekei. Utazás a világ körül. Csendes-óceán.) címmel. A harmadik rész kiadásakor az egész könyv is megjelent egyetlen kötetben.

## Tartalom
Egy kifogott palackban talált töredékes üzenet alapján indulnak a regény hősei megkeresni és megmenteni Grant kapitányt, aki valahol a 37. délkör mentén vélhetően hajótörést szenvedett.
- Járt már ezen a vidéken? - kérdezte.
- Jártam bizony! - felelte nagy komolyan Paganel.
- Öszvéren?

- Nem, karosszékben.
|  | Alább a cselekmény részletei következnek! |

### Első rész: Dél-Amerika
Lord Glenarvan Duncan luxus yachtján ifjú feleségével, Helenával és Mac Nabb őrnaggyal skót otthona felé tart. Szórakozásképp levadásznak egy pörölycápát, amelynek a gyomrában palackpostát találnak, amely ugyan három nyelven íródott, de töredékes.
Az angol nyelvű töredék:
```
62               Bri                   gow
sink                                    stra
         aland
skipp      Gr
                     that monit        of long
and                                ssistance
          lost
```

A német nyelvű töredék:
```
7 Juni                      Glas
              zwei                 atrosen
         graus
         bringt ihnen
```

A francia nyelvű töredék:
```
      troi      âts             tannia
              gonie           austral
                              abor
contin          pr              cruel      indi
     jeté                           ongit
et 37º 11'       lat
```

Saját megfejtésük szerint a két éve Glasgowból kihajózott Grant kapitány segélykérő üzenetét fogták ki, aki valahol Dél-Amerika nyugati partjainál, a 37. foknál szenvedett hajótörést. Lord Glenarvan Londonba utazik, hogy hivatalos mentő-expedíció indítását kérje. A baljós hírt hallva Grant két gyermeke, Mary és Robert felkeresi a Lord házát. Az állam nem indít kutatást, Lady Helenát viszont meghatja a két gyermek, ezért a Földközi-tengerre tervezett nászút helyett arra kéri férjét, keressék meg Grant kapitányt.
Útnak indulnak a minden kényelmet biztosító gyors járású Duncan fedélzetén. Meglepetésükre az indulás másnapján kiderül, hogy potyautasuk van. Paganel, a híres francia földrajz tudós az indulás előtti éjszaka érkezett a kikötőbe, és rossz hajóra szállt fel. Miután Paganel lehiggad, megállapodnak, hogy kiteszik az első útba eső szigeten. Ám Paganelnek kifogása van Madeira, majd a Kanári-szigetek, végül a Zöld-foki szigetek ellen, így marad a hajón, amely Patagóniába tart az általa remélt India helyett.
A Duncan eléri a 37. fokot Nyugat-Patagóniában, amely valójában Chile Concepcion városa száz kilométerrel feletti helyét jelenti. Grant kapitányról senki sem hallott. Paganel javaslatára úgy döntenek, hogy a 37. fok mentén átvágnak Dél-Amerikán. Amíg Helena és Mary Grant a hajón marad, amelyet átrendelnek a várható érkezési helyükre, pár matrózzal kiegészülve a férfiak nekivágnak az útnak.

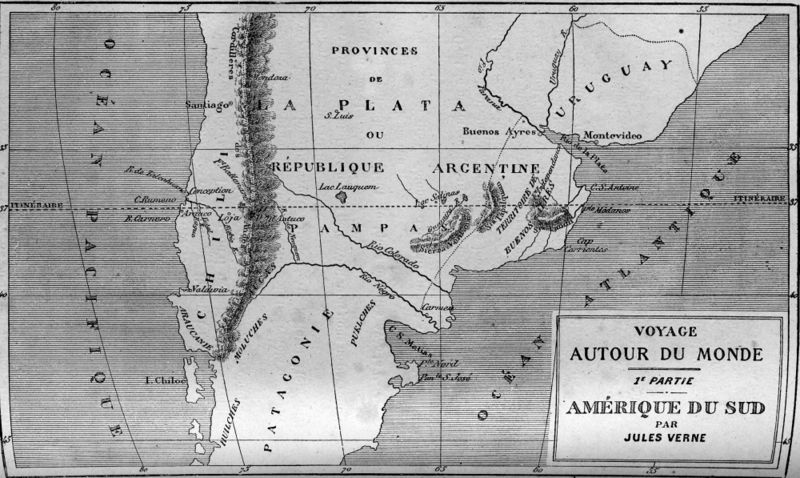
A Grant kapitány felkutatására indult csapat útja a Dél-amerikai kontinensen. Eredeti illusztráció, Édouard Riou munkája. A jobb alsó feliratból hiányzik a Les Enfants du captaine Grant. cím.

Az út során a természet erői teszik próbára az utazókat. Első kihívás a Kordillerák, az Andok hágóin való átkelés. Átérve a hágón egy földcsuszamlás után nem találják Robertet. Keresése sikertelen. Meglátnak egy kondorkeselyűt, amely egy élettelen testet emel a magasba, a látványtól megdermednek, szerencsére Thalcave, a patagón indián nem, lelövi a keselyűt, Robert megmenekül, túléli a kalandot. Thalcave vezetőként csatlakozik a csapathoz.
Paganel újabb szórakozottságára derül fény. A tudós a hajón egy könyvből vélt megtanulni spanyolul, de nem nagyon ért szót senkivel, mert a nyelvkönyv portugál volt. E közben állatcsordák elől kell menekülniük, szomjúság gyötri őket, kiéhezett prérifarkasok támadják szállásukat. Thalcave segítségével sorra úrrá lesznek a nehézségeken, de nem jutnak Grant kapitány nyomára. Nem áll meg a feltételezésük, hogy a hajótörés helyszínén őt és két társát foglyul ejtő indiánok a kontinens belseje felé cipelték volna.
Mocsaras tájon haladva hatalmas eső szakad rájuk, ami árvizet okoz. Ismét szerencséjük van, a síkság egyetlen ombu (Phytolacca dioica) fáján meg tudnak kapaszkodni, csak Thalcave-t és lovát sodorja el az ár. Napokat töltenek el a fán. A nem csituló vihar villáma meggyújtja a fa egyik felét, a fa körül kajmánok jelennek meg, a fa gyökerei lassan elengednek. A fát végül a vihar egyik forgószele szakítja ki, a fa hajóként vitorlázik, amíg meg nem feneklik.
Thalcave bukkan fel, segítségével teszik meg a partig hátralevő ötven kilométernyi utat. Ahol a Duncan vár rájuk minden fényűzésével és kényelmével.

### Második rész: Ausztrália
A Tristan da Cunha és Amszterdam-szigetet érintve halad a Duncan Ausztrália felé. Paganel és Mac Nabb fogadást köt, amit Paganel nyer, mert fejből fel tud sorolni ötvenet Ausztrália felfedezői közül. Mac Nabb egy újabb fogadással gyorsan visszanyeri kedvenc karabélyát. Megérkezésük az ausztrál partokhoz sokkal kevésbé kedélyes, egy vihar miatt a Duncan majdnem elsüllyed, az utazók a partra menekülnek. A hajót sikerül megmenteni, de javításra szorul.
A partra menekültek barátságos vendéglátóra találnak Paddy O'Moore helyi földbirtokos személyében. O'Moore egyik munkásáról kiderül, hogy ő Ayrton, Grant hajójának, a Britannia-nak a fertálymestere. Ott volt a hajótörésnél, amely helyszíne Ausztrália keleti partjánál volt, a 37. foknál, de elvesztette a kapcsolatot Granttal. Eldöntik, hogy amíg a hajót kijavítják Melbourne-ben, addig átvágnak Ausztrálián a 37. fokot követve. Ayrton segítőnek ajánlkozik, amelyet örömmel elfogadnak. Egyedül Mac Nabb őrnagy az, akinek fenntartása van Ayrtonnal szemben, de ennek nem adja jelét.

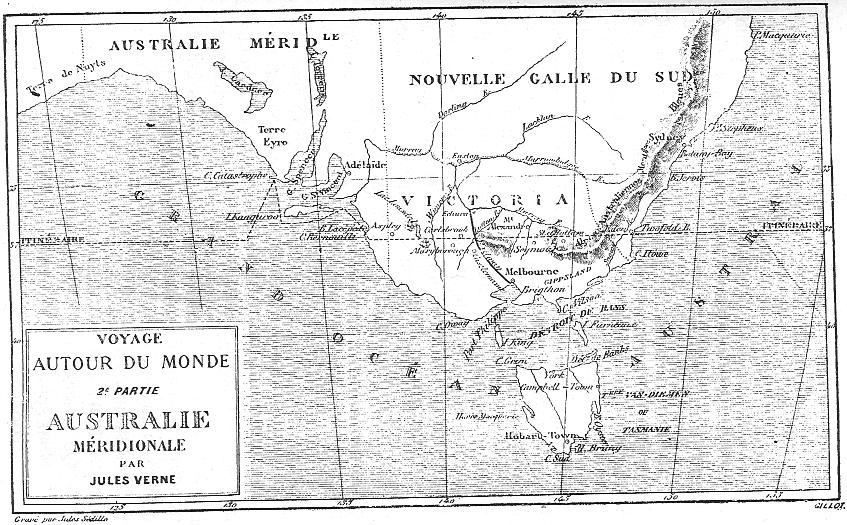
A Grant kapitány felkutatására indult csapat útja a Dél-amerikai kontinensen. Eredeti illusztráció, Édouard Riou munkája. A bal alsó feliratból hiányzik a Les Enfants du captaine Grant. cím.

Ezúttal a két nő, Helena és Mary is velük tart egy hosszú, kényelmes kocsin. Az út során keresztmetszetet kapunk a kor Ausztráliájából. Találkozunk több ezer marhát terelő lovasokkal, egészen egyedi angol történelem oktatáson átesett ausztrál bennszülött kisfiúval, minta gazdaságot vezető fivérekkel, és az aranyláz sújtotta térséggel. Szerencsére a környéken garázdálkodó Ben Joyce bandájával nem hozza össze őket a sors.
Eleinte apróbb, természetesnek tűnő balesetek hátráltatják az útjukat, egy leeső patkó, egy útjuk mentén elkövetett vasúti-robbantás. Idővel egyre rosszabb dolgok történnek, megmagyarázhatatlan okok miatt sorra elhullanak a hátaslovak és a szekérvonó ökrök, végül a Snowy folyó előtt szekerük mozdíthatatlanul a sárba süpped. A folyó épp árad, nincs sok esélyük a továbbhaladásra, lovuk is csak egy marad.
Lord Glenarvan, akinek megsérült a keze, végül elfogadja Ayrton ötletét, hogy rendelje át a Duncan-t Melbourne-ből a várható érkezési helyükre, így a segítség szemből érkezik majd. A Paganelnek diktált levelet a helyismerettel bízó Ayrtonra akarják bízni.
Mikor Glenarvan a levélnek ehhez a részéhez ért, Mac Nabbs, aki figyelmesen követte Glenarvan tollát, különös hangsúllyal megkérdezte, hogy írják az Ayrton nevet.
- Hát úgy, ahogy kiejtik – felelte Glenarvan.
- Tévedés – mondta az őrnagy -, Ayrtonnak ejtik, de Ben Joyce-nak írják!
Ayrton rálő, megsebzi Lord Glenarvant, és elmenekül. A sárbaragadt kereső csapat az egyik matrózt küldi az üzenettel Melbourne-be, de a küldöncöt Ayrton társai megkéselik, a levelet elragadják tőle. A levél igazolja átadóját a Duncan másodkapitánya előtt, így jogosan vélik, hogy Ayrton és bandája megszerzi a luxusyachtot. A küldönc matróz szerencsésen túléli a támadást, de hosszan ápolják. Erre mód nyílik, mert tehetetlenül vesztegelnek az áradó, majd lassan apadó folyó partján.
Hosszú napok után sikerül alkalmi tutajjal átkelni a folyón, de a sebesült és a járatlan erdők akadályozzák haladásukat, éheznek és szomjaznak. A hangulat rossz, mert nem elég, hogy nem találták meg Grant kapitányt, de minden valószínűség szerint elveszítették a Duncan-t is.
Amikor elérik Ausztrália keleti partját, a yacht sehol. Táviratváltás erősíti meg, hogy elég ideje elhagyta Melbourne-t ahhoz, hogy megérkezzen a találkozási ponthoz.

### Csendes-Óceán
Feladják a keresést, úgy döntenek, visszatérnek Skóciába. Ehhez el kell utazniuk valamelyik nagyobb városba, amelynek rendszeres hajóösszeköttetése van Európával. Paganel javaslatára az Új-zélandi Auckland városát választják, Paganel szokásával ellentétben nem indokolja meg részletesen, hogy miért is jobb Auckland, mint Melbourne.
A nagyon szűkös kínálatból egy teherszállító hajóra esik a választásuk, a Macquarie kapitánya Will Halley, iszákos, goromba, de hajlandó elvinni a csapatot. Az utazás hamar rémálommá válik, a hajó sokkal lassabban halad, mint gondolták, nem csak a kapitány, de a legénység is folyamatosan részeg. Mangles, a Duncan kapitánya alig bírja visszatartani magát, hogy át ne vegye a parancsnokságot a számos hiba és dilettáns döntés miatt, de Lord Glenarvan arra kéri, hogy amíg nincs életveszély, ezt ne tegye meg. Természetesen egy vihar formájában az életveszély is beköszön, a hajó Új-Zéland északi szigetének partjától tíz mérföldre megfeneklik.

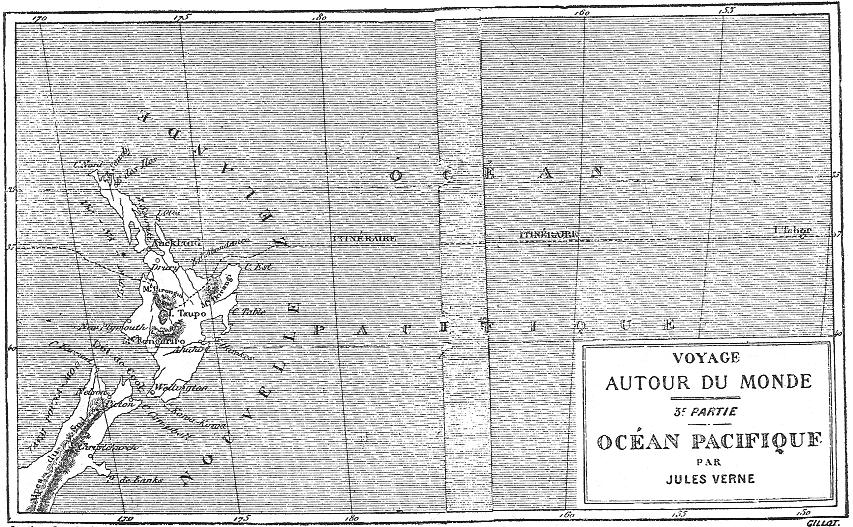
A Grant kapitány felkutatására indult csapat útja a Dél-amerikai kontinensen. Eredeti illusztráció, Édouard Riou munkája. A jobb alsó feliratból hiányzik a Les Enfants du captaine Grant. cím.

Éjszaka a kapitány és a legénység az egyetlen csónakkal elmenekül. Mangles vezetésével mindent megtesznek, hogy a megdőlt hajó túlélje a tomboló vihart. Jó pár nap telik el, mire a hajó deszkáiból ácsolt tutajjal partot érnek. Köszönhetően a hosszú útnak, Paganel bőséggel elmesélhette, hogy az angolok miként harcolnak a bennszülött maori törzsek ellen. Az angolok háborújának vérességénél csak a maorik emberevő szokása kap nagyobb teret az elbeszélésekben. Attól tartva, hogy a maorikat nem érdekli a skót és angol közti különbség, nagyon félve és óvatosan készülnek a szigeten haladni. A cél Auckland.
Már az első éjszaka elfogja őket egy, Kai-Kumu főnök vezette maori csapat. A Taupói-tó közeli szállásukra hurcolják őket, Kai-Kumu fogolycseréhez akarja felhasználni foglyait. Az egyik kihallgatás alatt egy másik főnök, Kara-Tete Helenára vet szemet, Lord Glenarvan elrejtett pisztolyával lelövi Kara-Tetét. Az azonnali meglincseléstől csak az óvja meg őket, hogy Kai-Kumu tabunak nyilvánítja a foglyokat, a hatalmas kavarodásban Robertnek és Paganelnek nyoma vész. Kara-Tetét a közeli hegy tetején temetik el – a maorik a halott nyughelyét tabuként kezelik.
Kai-Kumu a fogolycsere helyett kivégzésre és megevésre szánja már foglyait, ám azok váratlanul, Robert segítségével megszöknek. Robert a kavarodás során kimenekült a táborból, a közelben rejtőzködött, kifigyelte a maorikat és hátulról elkezdett alagutat ásni a foglyokhoz. Igyekeznek minél zajtalanabbul és minél távolabb kerülni a maori tábortól. Ám napkeltekor a maorik felfedezik a szökést, hajtóvadászatot indítanak és már-már sikerrel járnak, a menekülők egy hegy tetejére szorulnak vissza. Amit a maorik nem közelíthetnek meg, mert az tabu, Kara-Tete nyughelye.
A hegy tetején épített kis házban találnak rá Paganelre. Paganel is a kavarodásban szökött meg, de hamarosan egy másik maori törzs fogta el, amelynek főnöke barátként bánt Paganellel, akinek szöknie kellett a fojtogató barátságból. A törzs nem lépi át a tabu húzta vonalat, szerencsére Kara-Tete számára rengeteg élelmet és vizet halmoztak fel, akár több hétre elegendőt. A gond az, hogy a törzs képes ezt kivárni. Paganel felfedezi, hogy a hegy belseje sokkal melegebb, ha leszúr egy botot, akkor gőzök törnek elő. Mesterséges kitörést idéznek elő, amely felett a természet majdnem átveszi az irányítást, a völgyben várakozó maorik fejvesztetten menekülnek. Lord Glenarvan és társai elmenekülnek.
A sziget keleti partjához szeretnének eljutni, ahol több missziós ház is található. Ismét meg kell küzdeniük a sűrű növényzettel, az élelem hiánnyal. És persze el kell kerülniük a maorikkal való találkozást. Kínkeservvel haladnak, de útjukat siker koronázza, elérik az óceán partját. Ekkor fedezi fel őket néhány maori, egy ott heverő csónakkal menekülnek, de a maori üldözők a vízen is megjelennek, erős túlerőben vannak. Megmentőként tűnik fel egy hajó, ám az a Duncan – amelyet Ayrton elrabolhatott. A hajó kis ágyújával rájuk is lő.
Az első lövés után a célzó pontosít és sorra süllyeszti el a maorik hajóit. A hajót Tom Austin, a Duncan másodkapitánya irányítja. A hajóra visszatérők megdöbbenve tudják meg, hogy Austin Lord Glenarvan parancsára várt rájuk Új-Zéland keleti partján, ez volt az írott üzenetben, amit Ayrton elragadott. És Austin nem hitt Ayrtonnak, hogy a Lord Ausztrália keleti partjára gondolt volna. Ayrton egyébként a hajón van, fogságban, mert megpróbálta átvenni a hajó fölött az uralmat. Végül kiderül, hogy ismét Paganel szórakozottságának áldozatai – vagy inkább szerencsés alanyai. A Lord Glenarvan diktálta szövegben ő írt Új-Zélandot Ausztrália helyett.
Kihallgatják Ayrtont, akivel alkut kötnek. Ayrton elmondja, hogy Grant az előtt tette ki a hajójáról, mielőtt hajótörést szenvedett volna. Az alku értelmében Ayrtont nem adják a brit igazságszolgáltatás kezére, hanem kiteszik egy lakatlan szigeten. A hazafelé tartó Duncan ezért az amúgy is útjába eső Mária Terézia-sziget felé veszi az irányt, a sziget amúgy is a 37. fokon fekszik.
A Mária Terézia-sziget közelében éjszaka érkeznek, horgonyt vetnek. A lakatlan szigeten fényt vélnek látni, Robert és Mary pedig hallani véli apjuk hangját. Alig virrad, amikor csónakban a part felé indulnak, ahol három férfi integet és lenget egy angol zászlót. Megtalálták hát Grant kapitányt és két társát. És a szigeten hagyták Ayrtont.
És végre kiderült, mi is volt az üzenet, amelyet Grant az óceánra bízott:
"Le 27 juin 1862; le trois-mâts Britannia, de Glasgow, s'est perdu à quinze cents lieues de la Patagonie, dans l'hémisphère austral. Portés à terre, deux matelots et le capitaine Grant on atteint l'ile Tabor. Là, continuellement en proie à une cruelle indigence, ils ont jeté ce document par 153º de longitude et 37º11' de latitude. Venez à leur secours, on ils sont perdus."
"A glasgow-i háromárbocos Britannia 1862. június 27-én Patagóniától ezerötszáz mérföldnyire hajótörést szenvedett a déli féltekén. Két matróz és Grant kapitány partra vetődött a Tabor-szigeten. Állandó kegyetlen nélkülözések közepette a 153. hosszúsági fokon és a 37. szélességi fok 11. percén tengerbe vetették ezt az iratot. Siessetek segítségükre, különben elvesztek."
A világhíres földrajztudósnak nem jutott eszébe, hogy a Mária Terézia-sziget francia neve: Tabor.
|  | Itt a vége a cselekmény részletezésének! |

## Fejezetek
Első rész
I. A pörölycápa
II. A három okmány
III. Malcolm-Castle
IV. Lady Glenarvan javaslata
V. A Duncan útnak indul
VI. A hatos számú fülke utasa
VII. Honnan jön és hová készül Jacques Paganel?
VIII. Eggyel több derék ember a Duncanon
IX. A Magellán-szoros
X. A 37. szélességi fok
XI. Chilén keresztül
XII. Tizenkétezer lábnyi magasságban
XIII. Lefelé a Kordillerák lejtőin
XIV. Váratlan puskalövés
XV. Jacques Paganel spanyol tudománya
XVI. A Rio Colorado
XVII. A pampák
XVIII. Vízkeresés
XIX. A prérifarkasok
XX. Az argentin síkságok
XXI. Az Indépendance-erőd
XXII. Az árvíz
XXIII. Madárélet a fa tetején
XXIV. Amelyben még mindig madár módra élnek
XXV. Tűz és víz között
XXVI. Az Atlanti-óceán
Második rész
I. Ismét a hajón
II. Tristan da Cunha
III. Az Amsterdam-sziget
IV. Jacques Paganel és Mac Nabbs őrnagy fogadása
V. Vihar az Indiai-óceánon
VI. A Bernoulli-fok
VII. Ayrton
VIII. Az indulás
IX. A Victoria tartomány
X. A Wimerra folyó
XI. Burke és Stuart
XII. A melbourne-sandhursti vasútvonal
XIII. Első díj földrajzból
XIV. Az Alexander-hegy bányái
XV. Australian and New Zealand Gazette
XVI. Az őrnagy szerint majmok
XVII. A milliomos állattenyésztők
XVIII. Az Ausztráliai-Alpok
XIX. Váratlan fordulat
XX. Aland-Zealand
XXI. Négy gondterhes nap
XXII. Eden
Harmadik rész
I. A Macquarie
II. Új-Zéland múltja
III. Az új-zélandi vérfürdő
IV. A sziklazátonyok
V. A botcsinálta tengerészek
VI. Elméleti fejtegetés az emberevésről
VII. Partraszállás a rettegett vidéken
VIII. Új-Zéland jelene
IX. Harminc mérföld észak felé
X. A nemzeti folyó
XI. A Taupoi-tó
XII. Egy maori főnök temetése
XIII. Az utolsó órák
XIV. A tabu hegy
XV. Paganel hatásos eszközei
XVI. Két tűz között
XVII. Mit keresett a Duncan Új-Zéland keleti partján?
XVIII. Ayrton vagy Ben Joyce?
XIX. Az egyezség
XX. Kiáltás az éjszakában
XXI. A Tabor-sziget
XXII. Paganel utolsó szórakozottsága

## Szereplők
- Lord Edward Glenarvan (32), Luss ura, Malcolm lairdje
- Lady Helena (22), Lord Glenarvan felesége, született: Helena Tuffnel
- Mac Nabbs őrnagy (50), Lord Glenervan unokabátyja
- Arabella (30), Mac Nabb unokahúga
- Olbinett, Lord Glenervan komornyikja a Duncan-en
- John Mangles (30), a Duncan kapitánya
- Tom Austin, a Duncan másodkapitánya
- Hawkins, a Duncan kormányosa
- Wilson, a Duncan matróza
- Mulrdy, a Duncan matróza
- Jacques-Eliacin-François-Marie Paganel, a Párizsi Földrajzi Társulat titkára, a berlini, bombayi, a darmstadti, lipcsei, a londoni, a pétervári, a bécsi, valamint a New York-i társulatok levelező tagja, a Kelet-indiai Királyi Földrajzi és Néprajzi Intézet tiszteletbeli tagja
- Grant kapitány, a Britannia kapitánya
- Dick Turner, a Britannia altisztje
- Ayrton, a Britannia fertálymestere
- Bob Kearce, a Britannia matróza
- Joe Bell, a Britannia matróza
- Mary Grant (16), Grant kapitány lánya
- Robert Grant (12), Grant kapitány fia
- Burton kapitány, a Scotia kapitánya
- J. R. Bentock, brit konzul Concepcionban
- Thalcave, patagóniai indián, (nevének jelentése: Mennydörgő)
- Thauka, Thalcave lova
- Kalfukura pulecse törzsfőnök
- Manuel Ipharaguerre (50), francia őrmester, az Indépendance-erőd parancsnoka
- I. Otovan, Szent-Péter sziget ura
- Viot, Amszterdam-szigeti lakos
- Paddy O'Moore, ausztrál földbirtokos
- Sam Machell, stock-keeper, hajcsár
- J. P. Mitchell, Castleamaine-i főfelügyelő
- Thomas Banks, ausztrál rendőr hivatalnok
- Lachlani Toliné, ausztrál bennszülött
- Ben Joyce, haramia, szökött rab
- Michel és Sandy Patterson, a Hottam birtok urai
- Will Haley, a Macquarie brigg kapitánya
- Kai-Kumu, maori törzsfő (nevének jelentése: aki megeszi ellensége végtagjait)
- Kara-Tete (40), maori törzsfő, (nevének jelentése: hirtelen haragú)

## Értékelés
„Grant kapitány gyermekei (Les Enjants cla capitaine Grant, 1866) az első Verne-regény, amelynek alapötlete nem nagyszabású, nem is tudományos jellegű. «Játékötletnek» nevezhetnők, mert nem földrajzi, tanulságos játék-e az, hogy Grant kapitányt a 37. párhuzamos körön kell keresni, mert a segélyt kérő okmányon a másik adat elmosódott?
A jólelkű skót Glenarvan lord tehát elindul híres jachtjával, a «Duncan»-nel, hogy végigjárja a 37. kört. Az eltűnt kapitány gyermekein kívül még egy idegen kerül a hajóra, de ez már véletlenül, foglalkozására valló szórakozottságból. Paganel, a híres francia tudós, nemcsak beletörődik sorsába, hanem tudományával és szórakozottságával támogatja is az expedíciót. Tudományával kevesebb sikert ér el, mert az okmányt tévesen fejtegeti s sem Patagóniában. sem Ausztráliában nem találnak rá a hajótöröttekre. Sőt Ausztráliában egy gonosztevő. Ayrton tönkre is teszi karavánjukat s levelet csikar ki, amellyel a «Duncan»-t kezébe kaparinthatja. De a szórakozott Paganel, aki előtt egy zélandi újság fekszik, a levélben tévedésből Zélandba dirigálja Glenarvan hajóját. Az áruló így nem ér célt, mert cinkosai az ausztráliai parton várnak. A zélandi bennszülöttek elől menekülő lord és hívei váratlanul hajójukra találnak s ott. ahol nem is remélték. Ayrtont kívánságára kiteszik egy puszta szigeten s ott megtalálják Grant kapitányt! A gonosz így válik akaratlanul a jó eszközévé.
Míg a regény váza jellegzetes kalandos ifjúsági regényé, a részletek s a jellemzés megérdemelten helyezi a Grant kapitányt Verne legtöbbet olvasott könyvei közé. A földrajzi «feladat» három fő tétele: Dél-Amerika, Ausztrália, Új-Zéland. A tételek kidolgozása méltó Paganelhez. A fölfedezések történetét itt már erőszakolás nélkül, pompás technikával illeszti be. Legklasszikusabb Paganel és Mac Nabbs fogadása, hogy történt-e 50 kísérlet Ausztrália fölfedezésére... Az akadályok jellemzőek: Dél-Amerikában pl. elmaradhatatlan a gyermekrabló kondor; a vörös farkasok ellen is megvédheti Grant Róbert jótevőjét s az áradás elől fára menekülő expedíció küzdelmes órái is jellegzetesek.
A jellemzés gyöngye ebben a regényben a «szórakozott tudós» elcsépelt alakjának eredeti kiadása, Az ösztövér Paganel ugyanis nem száraz, gőgös szobatudós, hanem eleven eszű. udvarias, rokonszenves úr. akinek még a szórakozottság is jól áll. És mégis annyi baleset éri! A legnagyobb, amit ellenfele, a skót őrnagy nem is felejt el soha: Paganelnek. a francia tudósnak nem jutott eszébe, hogy a kézirat «abor» töredéke Tabor-szigetet jelentheti — hiszen éppen franciául hívják így Mária Terézia szigetét. Ezek után nem lehet csodálni «utolsó szórakozott tettét»: hogy feleségül veszi Mac Nabbs unokahúgát.
A szerelem különben itt üti föl fejét másodszor — félénken s a másodrendűség tudatában. John Mangles, a «Duncan» kapitánya és Mary Grant szeretik egymást, ezt mindenki tudja, De vallomásra csak a halál árnyékában, a maorik karmai között kerülhet a sor.”

– Hankiss János

## Érdekességek
- Azt már nem, kedves Glenarvan, de aki olvasta Coopert, az megtanulta Bőrharisnyától, hogy csak ki kell tépnie maga körül néhány ölnyi körzetben a füvet, s ez megállítja a tűz közeledtét. Mi sem egyszerűbb! Ezért nem is félek semmiféle közelgő tűzvésztől, sőt, őszintén kívánom.[7] Verne egyik kedvenc amerikai írója volt Cooper, számos műben ad ennek ehhez hasonló idézet formájában hangot.
- Reggeltől estig könyvét írta, melynek címe ez volt: Egy földrajztudós csodálatos élményei az argentin pampákon. Mielőtt füzete fehér lapjaira vetette volna, társai hallották, amint meghatott hangon felolvassa nagyszerű körmondatait; nemegyszer hűtlenné vált Klióhoz, a történetírás múzsájához, hogy lelkesült- ségében az isteni Kalliopéhoz, a nagy elbeszélő művek védnökéhez fohászkodjék.[8] Verne műveiben gyakori a latin nyelvű idézet, a görög és római istenek megemlítése.
- Hajdanában igazi bálnák is szívesen keresték fel a sziget körüli vizet, de aztán annyi vadász üldözte, szigonyozta őket, hogy nem sok maradt belőlük.[8] Verne már korai regényeiben is szóvá tette a természet kizsákmányolását, későbbi műveiben ez egyre többször jelenik meg, egyre gyakrabban nem csak a tényt leszögezve, de el is ítélve a cselekedetet.
- 1859-ben az osztrák fregatt, a Novara tisztjei föld körüli útjuk alkalmával már nem követték el ezt a hibát, melynek helyesbítéséhez Paganel erősen ragaszkodott.[9] Hochstetter ... annak a tudományos bizottságnak volt a tagja, mely a világ körüli útját járó Novara nevű osztrák fregatton utazott, 1858-ban.[10] A Novara[11][12] újra felbukkan Verne Három orosz és három angol kalandjai regényben is: A tudósok a Novara magyar hajó fedélzetén térnek vissza Afrikából.[13] A Novara 1857-59 között világkörüli tudományos expedíción vett részt, eljutott egészen Sydneyig.
- Amíg a maorik nem lesznek tagjai a vegetáriánus egyesületnek, addig inkább húst esznek, mégpedig emberhúst.[14]
- Egyszer egy misszionárius egy kannibál szemére vetette az emberevés rettenetes, isteni törvényekkel ellenkező szokását. „Meg aztán az emberhús nem is jó” – tette hozzá. „Atyám – felelte a bennszülött, és sóvár pillantást vetett a misszionáriusra. – Mondja, hogy az Isten tiltja! De ne mondja, hogy rossz! Ha kóstolta volna!...”[14]
- Ayrton A rejtelmes sziget (1875) regényben is szerepel.
- Ahogy ebben a regényben, úgy az Utazás a Föld középpontja felé (1864) regényben is egy félig olvasható irat indítja útnak a hősöket.
- Az Antifer mester csodálatos kalandjai (1894) regény mozgatója szintén egy koordináta, amelynek a hősök csak a felét ismerik.
- A Grant kapitány gyermekei egyike azon kevés Verne regénynek, amelyben nem csak teljesen mellékes, épp említett szerelmi szál is szerepel. Érdekes, hogy a másik regénynek, amelyben fontos a szerelmi szál, A zöld sugár, szintén skót szereplői vannak.
- Az emberevés Verne afrikai regényeiben – Öt hét léghajón, a Hódító Robur afrikai részében, Város a levegőben, A Barsac-expedíció különös története is megjelenik.
- Az angol felsőbbrendűséget gúnyolja ki a Tolinét bemutató fejezet. A fiatal ausztrál bennszülött angoloktól tanulta a földrajz tudományt: Amerika két részre oszlik – folytatta Toliné -, Észak-Amerikára és Dél-Amerikára. Az előbbi: Kanada, Új-Brunswick, Új-Skócia és a Johnson kormányzó igazgatása alatt álló Egyesült Államok angol birtok.[15]
- Verne véleménye az angolok gyarmati tevékenységéről lesújtó: Paganel útközben a bennszülöttek nehéz helyzetéről beszélt. Úgy vélekedett, hogy az angol rendszer pusztulásra ítéli a meghódított népet, elűzi őket őseik földjéről. Ez a törekvés mindenütt megmutatkozik, de leginkább Ausztráliában. A gyarmatosítás kezdetén a gyarmatosítók, a fegyencek, sőt maguk a telepesek is vadállatszámba vették a bennszülötteket. Vadásztak rájuk, puskával irtották őket. Tömegesen mészárolták le a feketéket, jogtudósok véleményére hivatkozva bizonyították, hogy az ausztráliai bennszülöttek törvényen kívül állnak, tehát bárki büntetlenül legyilkolhatja őket. A sydneyi újságok igen hatásos módot javasoltak arra, hogyan szabadulhatnának meg a Hunter-tó környéki bennszülöttektől: tömegesen mérgezzék meg valamennyit.[16]
- Verne egész életében elítélte az aranylázat. Érveit ebben a regényben is olvashatjuk: Ásni a földet, megforgatni, megművelni, bevetni, majd a fáradságos munkáért cserébe bő aratást várni, azt igen! De vakondok módjára vaktában túrni földet egy csepp aranyért, szomorú mesterség ez! Csak azok adják rá magukat, akiket Isten, ember elhagyott.[17] Nem azok a természet áldotta vidékek, ahol arany terem. Az aranytermő vidékek fiai semmittevők; nem erős, nem dolgos népek. Gondolj csak Brazíliára, Mexikóra, Kaliforniára, Ausztráliára! Milyen fejlődési fokon állnak ezek a XIX. században? Nem, fiacskám, nem az aranyban gazdag országoké a jövő, hanem azoké, ahol a vas terem![17]
- Már évszázadok óta tudnak a létezéséről, s ez elegendő biztosíték. Mikor a Júlia-sziget előbukkant a Földközi-tengerből, nem maradt sokáig a hullámok felett, néhány hónap múlva el is tűnt.[18] A Júlia-sziget az Antifer mester csodálatos kalandjai fontos helyszíne.
- A földrajztudós titka mindörökre ismeretlen maradt volna, ha az őrnagy nem mondja el Glenarvannak, Glenarvan meg a feleségének, Helena meg John Mangles feleségének. A titok valahogyan Olbinettné fülébe jutott, így egykettőre mindenki tudott róla.[19]

## Magyar kiadások
A felsorolás az Országos közös katalógus és könyvtárközi kölcsönzés adatai alapján készült. A szögletes zárójelbe írt információ bizonytalan.
- A Grant kapitány gyermekei, fordította: Vértesi Arnold, Budapest, Franklin, 1876, 1890, 1899, 1905, 1910, 1916, [192?], [1926], 1916-tól a Verne Gyula összes munkái sorozat része
- Grant kapitány gyermekei, fordította: Zempléni P. Gyula, Budapest, Eisler, [1894], 1901
- Grant kapitány gyermekei, fordította: Mikes Lajos és Geiger Richárd, Budapest, Tolnai, [1918], [1943], a Verne Gyula munkái és a Verne Gyula összes munkái sorozat része
- Grant kapitány gyermekei, fordította: Mikes Lajos és Geiger Richárd, Budapest, Magyar Kereskedelmi Közlöny, [1918], Verne Gyula munkái
- Grant kapitány gyermekei, fordította: Mikes Lajos, Geiger Richard rajzaival, Budapest, Forrás, [1944]
- Grant kapitány gyermekei, fordította: Vázsonyi Endre, Riou és Pannemaker eredeti fametszetei nyomán rajzolta Tedesco Anna, Budapest, Ifjúsági Lap- és Könyvkiadó, 1955, Bukarest, Ifjúsági Kiadó, [1955], Készült a román-magyar közös könyvkiadás keretében
- Grant kapitány gyermekei, fordította: Vázsonyi Endre, illusztrálta: Tedesco Anna, Bratislava, Csehszlovákiai M. Kiadó, 1955, a csehszlovák-magyar közös könyvkiadás keretében
- Grant kapitány gyermekei, fordította: Vázsonyi Endre, Riou és Pannemaker eredeti fametszetei nyomán rajzolta Tedesco Anna, [Budapest], Móra Kiadó, 1957, 1965
- Grant kapitány gyermekei, fordította: Vázsonyi Endre, illusztrálta: Lukáts Kató és Würtz Ádám Móra Kiadó, 1962
- Grant kapitány gyermekei, fordította: Vázsonyi Endre, Riou és Pannemaker eredeti fametszetei nyomán rajzolta Tedesco Anna
- Grant kapitány gyermekei, fordította: Bartócz Ilona, illusztrálta: Gyulai Líviusz, Budapest, Móra Kiadó, 1969, 1972, 1975, 1976 ,[20] 1977, 1979
- Grant kapitány gyermekei, fordította: Bartócz Ilona, illusztrálta: Gyulai Líviusz, Bratislava, Madách Kiadó, 1969, 1977, 1979, csehszlovák-magyar közös kiadás
- Grant kapitány gyermekei, fordította Bartócz Ilona, Gyulai Líviusz rajzaival, Budapest, Móra, 1977, 1979, román-magyar közös kiadás
- Grant kapitány gyermekei, fordította: Bartócz Ilona, illusztrálta: Nagy Géza, Bukarest, Kriterion, 1983
- Grant kapitány gyermekei, fordította: Bartócz Ilona, sajtó alá rendezte: Majtényi Zoltán, illusztrálta: Sárkány Győző, Budapest, Unikornis Kiadó, 1997, a Jules Verne összes művei sorozat része
- Grant kapitány gyermekei, fordította: Bartócz Ilona, Szeged, Könyvmolyképző Kiadó, 2008, a Jonatán könyvmolyképző sorozat része

## Feldolgozások
- 1877: Los sobrinos del Capitán Grant (Grant kapitány unokaöccsei), a spanyol komikus zarzuela operett, a librettót Miguel Ramos Carrión írta, a zenét Manuel Fernández Caballero szerezte.
- 1901: Franciaországban Ferdinand Zecca készített a regény címével egyező című filmet.
- 1914: In Search of the Castaways, a forgatókönyvet az író Jules Verne fia, Michel Verne készítette, a filmet Victorin-Hippolyte Jasset és Henry Roussel rendezte.[21][22]
- 1936: Дети капитана Гранта (Grant kapitány gyerekei) szovjet film, amelyet Vladimir Vajnshtok rendezett.[23]
- 1962: Grant kapitány gyermekei (In Search of the Castaways), a Walt Disney filmje, amelyet Robert Stevenson rendezett Wilfrid Hyde-White és Maurice Chevalier főszereplésével.[24]
- 1985: Grant kapitány nyomában V poiszkah kapitana Granta (В поисках капитана Гранта, V poiskakh kapitana Granta, Децата на капитан Грант, magyarul: Grant kapitány gyermekei), bolgár-szovjet koprodukcióban készült hét részes tévé-sorozat.[25]
- 2012: Los sobrinos del Capitán Grant spanyol film, rendezte Paco Mir.[26]